# Lake of the Woods, Arizona
Lake of the Woods je naseljeno područje za statističke svrhe u američkoj saveznoj državi Arizona. Prema popisu stanovništva iz 2010. u njemu je živjelo 4,094 stanovnika.